# コウラン伝 始皇帝の母
『コウラン伝 始皇帝の母』（-でん しこうていのはは、中国語: 皓鑭傳、英語: The Legend of Hao Lan）は2019年に中国の東陽歓娯影視文化有限公司で制作されたテレビドラマ。iQIYIで2019年1月19日から3月24日まで放送された。

## 概要
中国の春秋戦国時代を舞台とし、秦の始皇帝の母の李皓鑭（り こうらん）の人生を描く。
日本では、NHKのBSプレミアムで2020年5月10日から日本語吹き替え版が放送予定だったが、新型コロナウイルスの影響により延期され、9月27日から放送が開始された。中国で放映されたオリジナル版は1話45分・全62話なのに対し、BSプレミアムの日本語吹き替え版は1話60分・全34話に編集されている。その後2023年2月6日より、CS放送チャンネル銀河において初のノーカット字幕版が放送された。DVDは日本版も本国版同様の全62話となっている。
このドラマと同じ于正がプロデュースした『瓔珞〜紫禁城に燃ゆる逆襲の王妃〜』の出演者が多く出演している。

## ストーリー
紀元前3世紀の中国。趙(ちょう)国の名家の娘の李皓鑭(り こうらん)は、継母の陰謀で家を追われ、奴隷として売られてしまった。
大商人の呂不韋(りょ ふい)は皓鑭の美貌と才覚に惚れ込んで買い上げると、奴隷ではなく立身出世の同志と認める。
王族との繋がりを求める呂不韋によって、皓鑭は舞姫として宮廷に送り込まれる。
自らの能力で舞姫から女官に出世する皓鑭。そんな皓鑭に好意を持ったのは嬴 異人(えい いじん)だ。異人は隣国・秦(しん)の王子だが、人質として趙国でひっそりと暮らしていた。
呂不韋は異人を秦の国王に推すという壮大な野望を抱く。現在はなんの力もなく、王子とは名ばかりの異人だが、恩を着せれば秦で大きな権力を得られると目論み、秦国での異人の立場を向上させるために、呂不韋は密かに工作を開始する。
一方の皓鑭は、陰謀の渦巻く趙国の王宮で、王妃付きの女官にまで出世する。皓鑭と呂不韋は互いに好意を持ってはいたが、関係は同志のまま。協力し、時に対立して続いて行った。
しかし、遂に罠に落ち、皓鑭は卑しい下級兵士の妻にされかかる。
そんな皓鑭を、結婚することで救ったのは異人だった。皓鑭は戦乱のさ中に異人の息子の政(せい)を出産した。
同じ頃、隣国の秦で、異人の復権に成功する呂不韋。異人は呂不韋の手引きで趙国を脱出し、秦国に戻った。
息子の政と共に趙国に残され、皓鑭は不遇の8年を耐え忍ぶ。異人は子楚（しそ）と改名し秦の王宮で遂に王太子(世継ぎ)の地位に就くと、皓鑭親子を呼び寄せる。
秦国の王宮でも、皓鑭は数々の陰謀に打ち勝ち、子楚はついに国王に即位する。
しかし、子楚が病のため数年で崩御してしまうと、代わって息子の政が国王に即位し、呂不韋は王にも勝る権力を手に入れた。
国王の妃(きさき)選びの日。呂不韋の計略で、身分の低い恋人を自死させてしまう政。しかし、若い王にはまだ、呂不韋に逆らう力は無い。
夫を失った皓鑭に関係を迫る呂不韋。しかし、今の皓鑭は、息子の困難な行く末にしか関心はなかった。
太后となった皓鑭は、嫪毐(ろう あい)という男を見込んで重用していた。しかし、世間では嫪毐が太后の愛人で子供までいると根も葉もない噂が立つ。図に乗った嫪毐はクーデターを起こし、王宮に迫る。だが、若き王の政は頼れる家臣たちと共に嫪毐を成敗し、勢いのまま呂不韋を失脚させることにも成功した。
政は、実の母の皓鑭までもクーデターの共犯者と信じ、離宮に幽閉する。
しかし、全ては皓鑭の計略だった。暴走する嫪毐を逆に利用し、政にこれを討たせることで、王としての自覚を持たせ、同時に権力を持ち過ぎた呂不韋をも排斥したのだ。
流刑と決まった呂不韋は自ら毒をあおって死に、皓鑭はその数年後に、離宮で静かに生涯を終えた。

## スタッフ
- プロデュース：于正（中国語版）
- 監督：李達超
- 脚本：爾笛
- 原作：爾笛

## 登場人物

### 主要人物
- 李皓鑭（り こうらん） - 呉謹言（ウー・ジンイエン）[声：中村千絵］

李赫の側室の娘。
- 呂不韋（りょ ふい） - 聶遠（ニエ・ユエン）［声：東地宏樹］

衛の出身の商人。
- 嬴異人（えい いじん）／ 嬴子楚（えい しそ）- 茅子俊（マオ・ズージュン）（中国語版）［声：平川大輔］

秦国の王孫。嬴柱と夏姫の息子。

### 趙国
- 趙丹（ちょう たん） - 王志飛（ワン・ジーフェイ）（中国語版）［声：内田直哉］

趙の国王。
- 厲氏（れいし） - 寧静（ニン・ジン）（中国語版）［声：深見梨加］

趙の王妃。趙丹の正室。
- 雅（が） - 海鈴（ハイ・リン）（中国語版）［声：松井茜］

王女。趙丹と厲氏の娘。
- 蛟（こう） - 洪堯（ホン・ヤオ）（中国語版）［声：遊佐浩二］

王子。趙丹の息子。皓鑭の元恋人だったが、彼女を裏切って妹の岫玉をめとる。
- 羽（う） - 何奉天（ホー・フォンティエン）（中国語版）［声：水越健］

王子。蛟の異母弟。
- 逸（いつ）（中国語版） - 趙弈欽（中国語版）

王子。蛟と羽の異母弟。
- 趙勝（ちょう しょう） - 劉恩尚

趙の丞相。
- 廉頗（れん ぱ） - 姚未平

趙の将軍。
- 李赫（り かく） - 沈保平（シェン・バオピン）［声：高桑満］

皓鑭と岫玉の父。御史を務める重臣。
- 高敏（こう びん） - 王琳（ワン・リン）（中国語版）［声：幸田直子］

皓鑭の継母。
- 李岫玉（り しゅうぎょく） - 李春嬡（リー・チュンアイ）（中国語版）［声：落合るみ］

皓鑭の継妹。蛟の正室となる。
- 殷小春（いん しょうしゅん） - 姜梓新（ジアン・ズーシン）（中国語版）［声：桑島法子］

宮廷の医師。

### 秦国
- 嬴稷（えい しょく） - 賀強（ホー・チアン）［声：山路和弘］

秦の国王。
- 嬴柱（えい ちゅう）／安国君 - 王茂蕾（ワン・マオレイ）（中国語版）［声：咲野俊介］

秦の太子。異人の父。
- 嬴子傒（えい しけい）- 王雨（ワン・ユー）［声：山野井仁］

安国君の息子。異人の異母兄。
- 華陽（かよう）夫人 - 譚卓（タン・ジュオ）（中国語版）［声：小松由佳］

嬴柱の正室。
- 夏姫（かき） - 何佳怡（ホー・ジアイー）（中国語版）［声：魏涼子］

嬴柱の側室で、異人の母。
- 范雎（はん しょ） - 譚建昌（タン・ジエンチャン）（中国語版） ［声：坂東尚樹］

秦の丞相。
- 白起（はく き） - 于彦凱（ユー・イエンカイ）［声：中村浩太郎］

秦の将軍。
- 羋絲蘿（び しら） - 方安娜（ファン・アンナー）（中国語版） ［声：本名陽子］

異人の側室。